# 富士 (小惑星)
富士（ふじ、1584 Fuji）は小惑星帯に位置する小惑星。日本の東京天文台で、及川奥郎によって発見された。
日本で最高峰の山である富士山に因んで命名された。